# Monasterio de Ţipova
El monasterio Asunción de María de Ţipova (en rumano: Mânăstirea Adormirea Maicii Domnului din Ţipova) es un monasterio rupestre ubicado en el pueblo del mismo nombre, distrito de Rezina, Moldavia. Está situado en una costa empinada sobre el margen derecho del río Nistru, a unos 40 km de la capital, Chişinău. En el año 2012 vivían en él 9 monjes.

## Historia
El monasterio fue construido en una zona de difícil accesibilidad para proteger a los monjes de posibles invasores.
La comunidad de monjes vivió allí mucho tiempo antes de la fundación del estado de Moldavia; se estima que las primeras viviendas fueron excavadas entre los siglos X y XII. 
Es un conjunto arquitectónico complejo. Las habitaciones donde vivían los primeros monjes están situadas más al norte del actual conjunto, en un roquedal de muy difícil acceso. Luego los monjes se fueron mudando más al sur.
Entre los años 1949 y 1994, el monasterio estuvo cerrado por el régimen comunista de la Unión Soviética. Poco tiempo después de la independencia de Moldavia, volvió a abrir sus puertas, acogiendo otra vez a monjes.

## Descripción
El conjunto eclesiástico, cavado en tiza, tiene tres plantas, numerosas habitaciones —más de veinte, comunicadas mutuamente por escaleras, túneles y galerías— y tres iglesias: la de Santa Cruz (siglos XI y XII), la de San Nicolás (siglo XIV) y la de la Asunción de María (siglos XVI y XVII); esta última, la más grande, fue restaurada en 1756.
Otros espacios, como el campanario, son más recientes (siglo XIX).
|  |
|  |

|  |
|  |

|  |
|  |

|  |
|  |

## Alrededores
El conjunto arquitectónico de Ţipova está rodeado por las aguas de Nistru y del pequeño río de Ţipova, que a su paso por las rocas de tiza forma bellas cascadas que pueden llegar a medir más de 16 metros. En unas de las colinas se puede ver los restos de alguna antigua ciudad dacia.